# Ellipteroides melampodius
Ellipteroides melampodius är en tvåvingeart som först beskrevs av Alexander 1979.  Ellipteroides melampodius ingår i släktet Ellipteroides och familjen småharkrankar.
Artens utbredningsområde är Ecuador. Inga underarter finns listade i Catalogue of Life.